# نيما مكجرادي
نيما مكجرادي (بالإنجليزية: Niamh McGrady)‏ هي ممثلة بريطانية، ولدت في القرن العشرين في Castlewellan ‏ في المملكة المتحدة.

## أعمال

### مسلسلات
- السقوط

## وصلات خارجية
- نيما مكجرادي على موقع IMDb (الإنجليزية)
- نيما مكجرادي على موقع قاعدة بيانات برودواي على الإنترنت (الإنجليزية)
- نيما مكجرادي على موقع قاعدة بيانات الفيلم (الإنجليزية)